# Landkreis Bad Doberan
Landkreis Bad Doberan is een voormalig Landkreis in de Duitse deelstaat Mecklenburg-Voor-Pommeren. Het had een oppervlakte van 1362 km².

## Geschiedenis
Het Landkreis Bad Doberan ontstond op 12 juni 1994 door de samenvoeging van de toenmalige Landkreisen Bad Doberan en Rostock-Land en het Amt Schwaan uit het Landkreis Bützow.
Op 4 september 2011 is het samen met  Güstrow opgegaan in de nieuwe Landkreis Rostock.

## Steden en gemeenten
Het Landkreis was op het moment van opheffing bestuurlijk in de volgende steden en gemeenten onderverdeeld:
| Amtsvrije gemeenten 1. Bad Doberan, Stad * 2. Dummerstorf 3. Graal-Müritz 4. Kröpelin, Stad 5. Kühlungsborn, Stad 6. Neubukow, Stad * 7. Sanitz 8. Satow |

Ämter met deelnemende gemeenten/steden
* = Bestuurscentrum van de Amtsverwaltung
| | | |
| - 1. Amt Bad Doberan-Land (Bestuurscentrum te Bad Doberan) 1. Admannshagen-Bargeshagen 2. Bartenshagen-Parkentin 3. Börgerende-Rethwisch 4. Hohenfelde 5. Nienhagen 6. Reddelich 7. Retschow 8. Steffenshagen 9. Wittenbeck - 2. Amt Carbäk 1. Broderstorf * 2. Klein Kussewitz 3. Mandelshagen 4. Poppendorf 5. Roggentin 6. Steinfeld 7. Thulendorf | - 3. Amt Neubukow-Salzhaff (Bestuurscentrum te Neubukow) 1. Alt Bukow 2. Am Salzhaff 3. Bastorf 4. Biendorf 5. Carinerland 6. Kirch Mulsow 7. Rerik, Stad - 4. Amt Rostocker Heide 1. Bentwisch 2. Blankenhagen 3. Gelbensande * 4. Mönchhagen 5. Rövershagen - 5. Amt Schwaan 1. Benitz 2. Bröbberow 3. Kassow 4. Rukieten 5. Schwaan, Stad * 6. Vorbeck 7. Wiendorf | - 6. Amt Tessin 1. Cammin 2. Gnewitz 3. Grammow 4. Nustrow 5. Selpin 6. Stubbendorf 7. Tessin, Stad * 8. Thelkow 9. Zarnewanz - 7. Amt Warnow-West 1. Elmenhorst/Lichtenhagen 2. Kritzmow * 3. Lambrechtshagen 4. Papendorf 5. Pölchow 6. Stäbelow 7. Ziesendorf |

## Bestuurlijke herindelingen
Sinds de oprichting van de landkreis in 1994 hebben er diverse bestuurlijke herindelingen plaatsgevonden. Tot op heden betreft het de volgende wijzigingen.

### Amt
- Opheffing van het Amt Satow en oprichting van de amtsvrije gemeente Satow op 1 juli 2003.
- Opheffing van het Amt Kröpelin en oprichting van de amtsvrije stad Kröpelin op 13 juni 2004.
- Fusie van de voormalige amstvrije stad Tessin met het Amt Tessin-Land tot het Amt Tessin op 1 januari 2005.
- Opheffing van het Amt Warnow-Ost en oprichting van de amtsvrije gemeente Dummerstorf op 7 juni 2009.

### Gemeente
- Annexatie van de gemeenten Groß Lüsewitz, Niekrenz en Reppelin door Sanitz op 1 oktober 1997.
- Annexatie van de gemeente Gubkow door Sanitz op 15 december 1997.
- Annexatie van de gemeente Kowalz door Thelkow op 15 december 1997.
- Annexatie van de gemeente Jörnstorf door Biendorf op 1 juli 1998.
- Annexatie van de gemeente Bandow door Schwaan op 1 januari 1999.
- Annexatie van de gemeente Roggow door Rerik op 1 januari 2002.
- Samenvoeging van de gemeenten Bölkow, Hanstorf, Heiligenhagen, Radegast, Reinshagen en Satow (Altgemeinde) in de nieuwe gemeente Satow op 1 juli 2003.
- Samenvoeging van de gemeenten Kamin, Karin, Krempin en Ravensberg in de nieuwe gemeente Carinerland op 15 maart 2004.
- Annexatie van de gemeenten Altenhagen. Jennewitz en Schmadebeck door Kröpelin op 13 juni 2004.
- Samenvoeging van de gemeenten Pepelow und Rakow in de nieuwe gemeente Am Salzhaff op 13 juni 2004.
- Annexatie van de gemeente Westenbrügge door Biendorf op 13 juni 2004.
- Samenvoeging van de gemeenten Damm, Dummerstorf, Kavelstorf, Kessin, Lieblingshof en Prisannewitz in de nieuwe gemeente Dummerstorf op 7 juni 2009.

Bad Doberan · Demmin · Greifswald · Güstrow · Ludwigslust · Mecklenburg-Strelitz · Müritz · Neubrandenburg · Nordvorpommern · Nordwestmecklenburg · Ostvorpommern · Parchim · Rostock · Rügen · Schwerin · Stralsund · Uecker-Randow · Wismar